# Sommer-Universiade 2015/Tischtennis
Bei der Sommer-Universiade 2015 wurden vom 6. bis 13. Juli 2015 in der Sporthalle des Gwangju Hong Gil-Dong Gymnasiums in Gwangju insgesamt sieben Wettbewerbe im Tischtennis ausgetragen. Diese umfassten jeweils ein Einzel für Frauen und Männer sowie Doppelkonkurrenzen für Frauen, Männer und ein Mixed. Zudem wurden zwei Mannschaftswettbewerbe ausgetragen.                                                                                                                                                                       

## Ergebnisse
|               | Gold                                | Silber                        | Bronze                                                                 |
| ------------- | ----------------------------------- | ----------------------------- | ---------------------------------------------------------------------- |
| Herren-Einzel | Masataka Morizono                   | Yūya Ōshima                   | Lee Sang-su Liu Yi                                                     |
| Damen-Einzel  | Che Xiaoxi                          | Jiang Yue                     | Bernadette Szőcs Yang Ha-eun                                           |
| Herren-Doppel | Chiang Hung-chieh Huang Sheng-Sheng | Masataka Morizono Yūya Ōshima | Chen Xin Liu Yi Jung Young-sik Kim Min-seok                            |
| Damen-Doppel  | Che Xiaoxi Jiang Yue                | Cheng I-ching Lee I-chen      | Jeon Ji-hee Yang Ha-eun Eriko Kitaōka Yuki Shōji                       |
| Mixed-Doppel  | Kim Min-seok Jeon Ji-hee            | Chiang Hung-chieh Chen Szu-yu | Chen Chien-An Cheng I-ching Taras Mertschlikin Jana Sergejewna Noskowa |
| Herrenteam    | Volksrepublik China                 | Japan                         | Chinesisch Taipeh Frankreich                                           |
| Damenteam     | Volksrepublik China                 | Chinesisch Taipeh             | Japan Südkorea                                                         |

## Medaillenspiegel
| Rang | Land                                           | Gold | Silber | Bronze | Insgesamt |
| ---- | ---------------------------------------------- | ---- | ------ | ------ | --------- |
| 1    | Volksrepublik China (CHN)                      | 4    | 1      | 2      | 7         |
| 2    | Chinesisch Taipeh (TPE) Japan (JPN)            | 1 1  | 3 3    | 2 2    | 6 6       |
| 4    | Südkorea (KOR)                                 | 1    | 0      | 5      | 6         |
| 5    | Frankreich (FRA) Rumänien (ROU) Russland (RUS) | 0 0  | 0 0    | 1 1    | 1 1       |
|      | Insgesamt (7 Länder)                           | 7    | 7      | 14     | 28        |